# Aipysurus fuscus
Aipysurus fuscus är en ormart som beskrevs av Tschudi 1837. Aipysurus fuscus ingår i släktet Aipysurus och familjen giftsnokar och underfamiljen havsormar. IUCN kategoriserar arten globalt som starkt hotad. Inga underarter finns listade i Catalogue of Life.
Arten förekommer i havet och vid kusterna från Timor till västra Australien och Nya Guinea. Honor lägger inga ägg utan föder levande ungar.